# Museu Arqueológico de Samotrácia

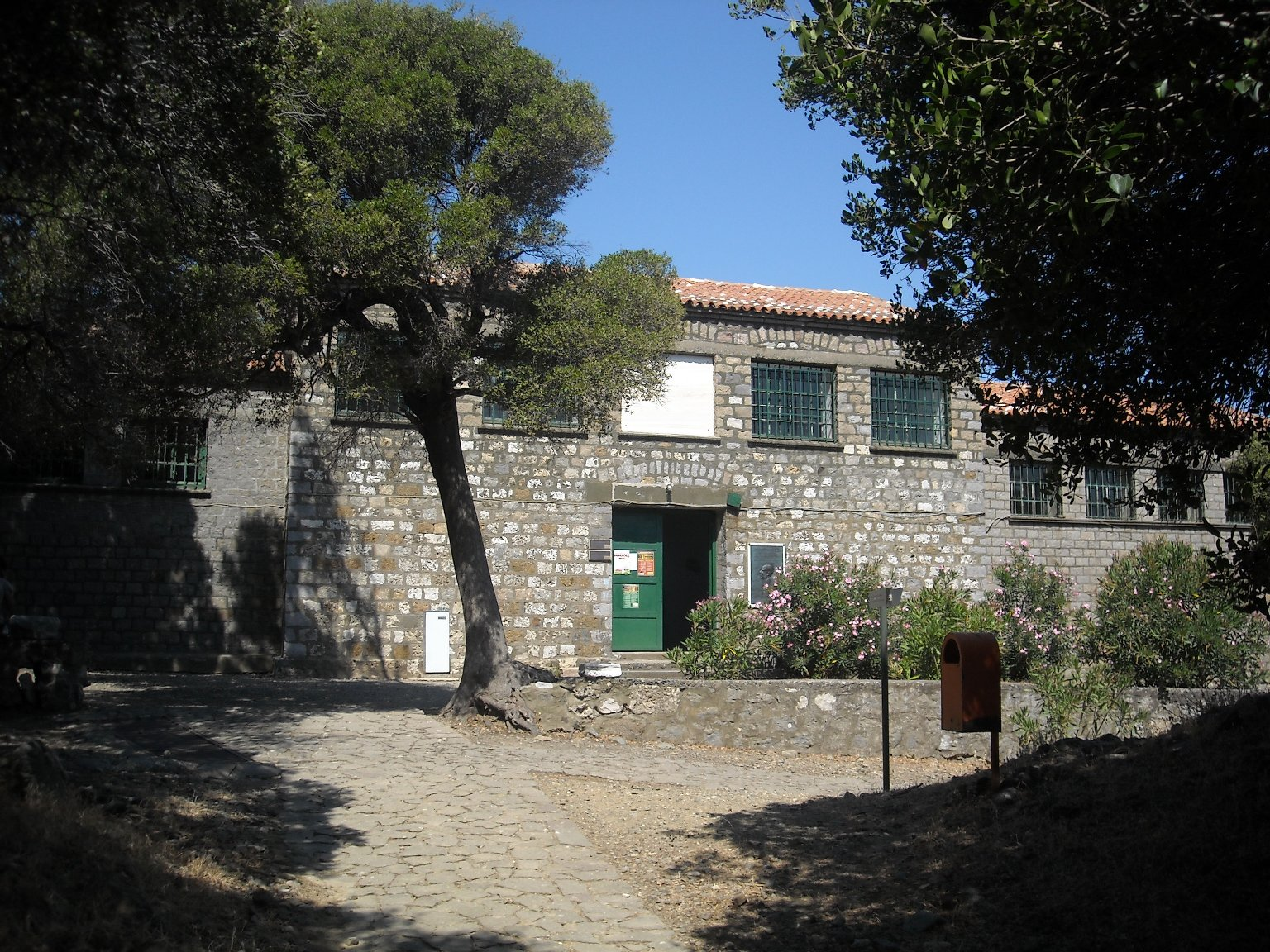
Museu Arqueológico de Samotrácia - 2009

O Museu Arqueológico de Samotrácia é um dos museus de Grécia. Está localizado na ilha de Samotracia, no Egeu Setentrional.
A Escola Americana de Estudos Clássicos de Atenas foi a instituição impulsora deste museu. A construção teve lugar entre 1939 e 1955 e entre 1960 e 1961 acrescentou-se uma nova asa. Atualmente está em marcha uma remodelagem do museu que está previsto que finalize em 2020.
As coleções do museu contêm esculturas, moedas e elementos arquitetônicos procedentes do Santuário de Samotrácia, bem como cerâmica e diversos objetos de arte procedentes da antiga cidade. Também há uma seção de achados procedentes das necrópoles da ilha, entre as que se encontram jóias de praia e ouro, e outra composta por inscrições antigas.